# Eduardo Menacho
Eduardo Menacho Miralles (Zaragoza, 25 de noviembre de 1999) es un deportista de España que compite en atletismo. Ganó una medalla de oro en el Campeonato Europeo de Atletismo Sub-23 de 2021, en la prueba de 10 000 m.